# Acramoeba
 (mars 2025).
Acramoebidae
Genre
Acramoeba est l’unique genre d'amibozoaires (amibes) de la famille des Acramoebidae dans l'ordre des Protostelida (classe des Variosea).

## Étymologie
Le nom du genre type Acramoeba, dérivé du grec ἄκρα / acra « sommet, extrémité », et αμοιβη / amoibē, « transformation », par allusion aux protozoaires Amoebozoa, littéralement « amibe ayant des extrémités », en référence aux fins pseudopodes en forme de bras qui caractérise cette amibe.

## Description
Les Acramoebidae sont des organismes amiboïdes nus, aplatis, très ramifiés, avec des sous-pseudopodes hyalins très fins, pointus, parfois ramifiés, ne formant jamais de réseau, dépourvus de granules ; dépourvus de cils ou de flagelles. L'espèce type, Acramoeba dendroida, est un organisme aplati, étendu et ramifié, mesurant jusqu'à 300 µm de diamètre. Il est peu mobile. Il a des pseudopodes longs et fins, en forme de bras, qui se terminent par de fins pseudopodes hyalins.

## Systématique
Le nom valide de ce taxon est Acramoeba Smirnov (d), Nassonova (d) & Cavalier-Smith, 2008.

## Publication originale
- (en) Alexey V. Smirnov, Elena S. Nassonova et Thomas Cavalier-Smith, « Correct identification of species makes the amoebozoan rRNA tree congruent with morphology for the order Leptomyxida Page 1987; with description of Acramoeba dendroida n. g., n. sp., originally misidentified as ‘Gephyramoeba sp.’ », European Journal of Protistology, vol. 44, no 1,‎ 2007, p. 35-44 (ISSN 0932-4739, lire en ligne, consulté le 21 mars 2025).